# ジ・アーティストリー・オブ・ヘレン・メリル
『ジ・アーティストリー・オブ・ヘレン・メリル』(The Artistry of Helen Merrill) は、アメリカ合衆国のヴォーカリストであるヘレン・メリルが、1965年にメインストリーム・レコードからリリースしたアルバム。このアルバムは、世界各国の楽曲を取り上げてメリルの解釈を表現したものである。

## 評価
| 専門評論家によるレビュー | 専門評論家によるレビュー |
| レビュー・スコア         | レビュー・スコア         |
| 出典                     | 評価                     |
| ------------------------ | ------------------------ |
| AllMusic                 | [ 3 ]                    |
| Record Mirror            | [ 4 ]                    |

オールミュージックは、リチャード・モーティフォリオ (Richard Mortifoglio) のレビューで4つ星を付けており、「メリルほどジャズ以外の楽曲を自然に歌いこなすジャズ・シンガーは、ほとんどいない。彼女は（いつもそうであるように）彼女自身のサウンドであり、ありがちな表現に合わせるようなことは一切していないが、それはまるで、より「無垢」であるためにジャズの洗練を洗い流したかのようである。」と述べている。

## トラックリスト
1. クワイエット・ナイツ / Quiet Nights (Corcovado) (Antônio Carlos Jobim, Gene Lees, Buddy Kaye) - 2:42
2. ケアレス・ラヴ / Careless Love (W.C. Handy) - 3:30
3. スカーレット・リボンズ / Scarlet Ribbons (Evelyn Danzig, Jack Segal) - 2:55
4. ザ・ハウス・オブ・ザ・ライジング・サン / House of the Rising Sun (Traditional) - 2:36
5. アイ・レフト・マイ・ハート・ビハインド / I Left My Heart Behind (Ruth Batchelor, Bob Roberts) - 2:17
6. カネッテッラ / Cannatella (Traditional) - 2:17
7. ザ・リヴァー / The River (Carlo Concina, Robert Mellin) - 2:59
8. ミーニャ・ロッカ / Minha Rocca (Dolores Duran) - 2:27
9. 五木の子守唄 / Itsi No Komoriuta" (Traditional) - 2:19
10. フォービッデン・ゲームス / Forbidden Games (Narciso Yepes, Barry Parker) - 2:32
11. ジョン・アンダーソン、マイ・ラヴ / John Anderson My Love (Robert Burns) - 2:07

## パーソネル
- ヘレン・メリル - ボーカル
- ジミー・ジュフリー - クラリネット
- ハル・マクシック - フルート
- チャーリー・バード（英語版）、ジミー・レイニー（英語版） - ギター
- デイヴ・ベイリー（英語版）、オシー・ジョンソン（英語版） - ドラムス
- キーター・ベッツ（英語版）、テディ・コティック（英語版） - ベース